# 越智暁
越智 暁（おち さとる、1966年（昭和41年） - ）は、毎日放送制作局次長。

## 来歴・人物
兵庫県宝塚市出身。青山学院大学経営学部卒業後、1989年毎日放送入社。同期にはアナウンサーの馬野雅行、来栖正之がいる。ラジオ営業局、報道局を経て制作局勤務。主にドキュメンタリー・ノンフィクションを担当し、2000年から2005年まではTBS製作『世界遺産』のディレクターも務めた。
2003年、生放送の全国ネット情報番組『知っとこ!』を企画し、プロデューサーとして番組をスタート。同番組の人気コーナー「世界の新婚さんの朝ごはん」の海外取材ノウハウを活かし、くりぃむしちゅーの司会で『進め!地球ウォーカー』『世界の超極上品を独自入手!?公開お見立てしまSHOW』などのバラエティ番組も制作している。
ほかに『サントリー1万人の第九』を要約したテレビ番組（音楽番組）『1万人の第九』では、2002年から2004年までディレクター、2005年からはプロデューサーを務めている。2010年、2011年はディレクターも兼任し、平原綾香が第九第3楽章のカヴァー曲作りに挑むコラボレーション企画、東日本大震災被災地との多元中継コンサート、とそれぞれ斬新な番組を演出している。平原綾香が番組の中で書き下ろした楽曲は「LOVE　STORY」というタイトルで、後にアルバムに収録されている。2012年は制作（チーフプロデューサー）を担当。
また、『1万人の第九』芸術監督を務める世界的指揮者佐渡裕のライフワーク的プロジェクト『スーパーキッズ・オーケストラ』のドキュメンタリー番組も毎年、企画・制作している。
2012年7月テレビ制作部長に昇進を機に、『知っとこ!』のプロデューサーを離れ、『知っとこ！』『一万人の第九』を含む情報番組およびドキュメンタリーすべての番組のチーフ・プロデューサーを務めた。。
2015年7月、ゴールデンタイムの全国ネット番組のプロデューサーに抜擢され、東京支社に異動、東京テレビ制作室マネージャーに着任。
爆笑問題MC「世界の日本人妻は見た!」などを手掛けた。
2016年10月からはチーフ・プロデューサー（CP)として「情熱大陸」も制作している。
2017年6月22日付で東京制作室東京制作部長に就任。
2018年8月からは、「情熱大陸」に加え、所ジョージが司会を務める「所さんお届けモノです！」のチーフ・プロデューサーも担当している。
2019年6月21日付で、本社制作局に復帰。局次長兼エキスパート・プロデューサーに就任。
在版局では初めてとなる「マツコ・デラックス」のMC特番やフリーキャスター有働由美子が地元大阪で初めてMCを務める「おしゃべり小料理ゆみこ」など大胆なキャスティングと企画で、立て続けにヒット番組を制作。
2023年7月から、現職～東京総合編成部　企画統括　兼　チーフ・プロデューサー。

## 受賞歴

### 《ディレクター・総合演出作品受賞歴》
- 平成10年度『最後の煙管屋さん』（テレビ・60秒）
- 平成14年度『神秘の池…生命の水』（テレビ・60秒）
- 平成17年度『湧き水の郷』（テレビ・60秒）

日本民間放送連盟優秀賞（統一キャンペーンスポット部門）をそれぞれ受賞。映画フィルム撮影のような陰影の深い映像と叙情詩的ナレーションが作風。
- 快挙は、テレビ界のアカデミー賞と言われる国際エミー賞の受賞。　　　　　　　　　　　　　　　　　　　　　　　　　　　『1万人の第九』の海外放送用英語翻訳番組は、ドイツ・ハンブルクのワールドメディアフェスティバル金賞、ロサンゼルスのUS国際映像祭金賞、ABU賞、シンガポールのアジア・テレビジョン・アワード、そしてアメリカ・ニューヨークでの国際エミー賞と2009年度の世界のテレビ賞5冠獲得。
- 2014年『知っとこ！』の大ヒットコーナー《世界の朝ごはん》がドイツ・ハンブルクのワールドメディアフェスティバルにて[ツーリズム：連続シリーズ部門]金賞を受賞。

### 《プロデュース作品受賞歴》
- 2019年ニューヨーク・フェスティバル／ブロンズ賞『情熱大陸／書家・金澤翔子編』
- 2020年関西ＡＴＰ上方番組大賞『情熱大陸／コブクロ編』＆同新人賞『佐渡裕とスーパーキッズ・オーケストラ2020』
- 2022年ギャラクシー奨励賞『マツコ×モモコのすっっごい大阪』
- 2024年ギャラクシー月間賞（1月）『情熱大陸／小島よしお編』

## 担当番組

### 現在
- 所さんお届けモノです!（編成、一時離脱→編成兼チーフ・プロデューサー→チーフ・プロデューサー）
- 有田哲平の全部見せます!（チーフ・プロデューサー）
- マツコ×モモコのすっっっごい大阪 仲良し2人のおまかせ旅（企画兼チーフ・プロデューサー）
- おしゃべり小料理ゆみこ（チーフ・プロデューサー、以前は企画兼プロデューサー）
- 佐渡裕とスーパーキッズ・オーケストラ（プロデューサー）※2003年番組を企画しスタート～
- 世界ワンルームガール（企画兼チーフ・プロデューサー）

### 過去
- 知っとこ!（プロデューサー兼チーフ・プロデューサー）※2003年番組を企画しスタート～013年3月末で一時期離れたが、1年後に復帰。
- 池上彰の世界のハテナ？シリーズ（プロデューサー）
- 世界遺産（ディレクター兼総合演出）
- ちちんぷいぷい（チーフディレクター）※1999年番組スタートから2年間（制作）※2014年6月頃 - 2015年6月頃。
- 1万人の第九（ディレクター→総合演出→プロデューサー→チーフ・プロデューサー）※2002年から2014年まで
- 世界の日本人妻は見た!（チーフ・プロデューサー）
- サタデープラス（監修）
- 情熱大陸（チーフ・プロデューサー→一時離脱→編成兼企画統括）
- ほか・・・